# إيوجينو مونتيرو ريوس
إيوجينو مونتيرو ريوس (بالإسبانية: Eugenio Montero Ríos)‏ (13 نوفمبر 1832 سانتياغو دي كومبوستيلا – 12 مايو 1914 مدريد). كان أحد قادة الحزب الليبرالي الإسباني. وقد أضحى لفترة قصيرة من سنة 1905 رئيس وزراء إسبانيا. وقد لعب دورا في اتفاقية باريس (1898) التي انهت الحرب الأمريكية الإسبانية، وقد اضحى بعدها رئيس مجلس الشيوخ الإسباني.